# حيرة العائد
حيرة العائد، أحد الكتب النثرية من مؤلفات الشاعر العربي الفلسطيني محمود درويش، صدرت في عام 2007، عن رياض الريس للكتب والنشر في بيروت، لبنان.